# Avispa Fukuoka
Avispa Fukuoka (Japans: アビスパ福岡, Abisupa Fukuoka) is een voetbalclub uit Japan die speelt in de J1 League, de hoogste Japanse divisie.

## Geschiedenis
Avispa Fukuoka werd opgericht in 1982 als Chuo Bohan Soccer Club in Fujieda. De club was weinig succesvol omdat het niet de koopkracht had van een bedrijfsteam. Bij de oprichting van de J-League in 1991 meldde de club zich aan voor de Japan Football League (JFL), de divisie onder de J-League. De club had de intentie om deel te nemen aan de J-League op den duur. Het veranderde de naam in Fujieda Blux, maar zag de ambities bemoeilijkt worden vanwege de afwezigheid van een stadion van J-League condities en de concurrentie van ploegen als Júbilo Iwata en Shimizu S-Pulse. Vandaar dat de club besloot van plaats te veranderen en vertrok naar Fukuoka op het eiland Kyushu waar men graag een ploeg wilde hebben dat in de J-League wilde spelen. De club veranderde de naam allereerst naar Fukuoka Blux en later naar Fukuoka Brooks.
In 1995 behaalde de ploeg in de JFL 1 het kampioenschap en kreeg derhalve toestemming om toe te treden tot de J-League samen met Kyoto Purple Sanga. De club veranderde haar naam naar het huidige Avispa Fukuoka. Fukuoka is de naam van de stad, avispa is het Spaanse woord voor wesp en moest duidelijk maken dat de club staat voor aanvalslust en agressiviteit.
De club deed bij haar aantreden in de J-League in 1996 eer aan haar naam. Tot op de dag van vandaag staat de club bekend om haar agressieve en lijf-aan-lijf voetbal. In de fair play-lijsten is de club altijd onderaan in de tabel te vinden. De club heeft geringe financiële middelen en het is dan ook geen verrassing dat het in de J-League altijd tegen degradatie vecht. De eerste keer degradeerde het naar de J-League 2 in 2001 nadat het zich in 1998 nog had gered van degradatie door in een beslissingsplay-off te winnen van eerst Kawasaki Frontale (3-2) en later van Consadole Sapporo (1-0 en 3-0). Ook in het seizoen 2006 degradeerde de club na een jaar. Tussendoor speelde het 4 jaar in de J2. In 2011 speelde het opnieuw in de J-League, maar degradeerde direct en sinds 2012 speelt Avispa Fukuoka in de J-League 2. In 2020 promoveerde de club opnieuw naar de J1, het hoogste niveau in Japan.

## Erelijst

### J-League 2
- Promotie in 2005 (2e plaats)
- Promotie in 2010 (3e plaats)

## Eindklasseringen
- Eerst wordt de positie in de eindranglijst vermeld, daarna het aantal teams in de competitie van het desbetreffende jaar. Voorbeeld 1/18 betekent plaats 1 van 18 teams in totaal.

| Jaar | J1    | J2    |
| ---- | ----- | ----- |
| 1996 | 15/16 |       |
| 1997 | 17/17 |       |
| 1998 | 17/18 |       |
| 1999 | 14/16 |       |
| 2000 | 11/16 |       |
| 2001 | 15/16 |       |
| 2002 |       | 8/12  |
| 2003 |       | 4/12  |
| 2004 |       | 3/12  |
| 2005 |       | 2/12  |
| 2006 | 16/18 |       |
| 2007 |       | 7/13  |
| 2008 |       | 8/15  |
| 2009 |       | 11/18 |
| 2010 |       | 3/19  |

## Bekende (oud-)spelers
- Makoto Tanaka
- Yasutoshi Miura
- Satoshi Tsunami
- Nobuyuki Kojima
- Wagner Lopes
- Chikara Fujimoto
- Yoshiteru Yamashita
- Teruaki Kurobe
- Daisuke Sakata

- Mike Havenaar
- Kensuke Nagai
- Daiki Niwa
- Pedro Troglio
- Sergio Vázquez
- David Bisconti
- Claudio Biaggio
- Joel Griffiths
- Alvin Ceccoli

- Alen Avdić
- Danilson Córdoba
- Lee Bum-Young
- Nenad Maslovar
- Mike Obiku
- Richart Báez
- Juan Carlos Villamayor
- Pavel Badea
- Jordy Croux

## Bekende (oud-)trainers
- Pierre Littbarski